# پروتئین رک ای
در باکتری اشریشیا کلی، پروتئین RecA یک پروتئین مهم برای بازسازی و نگهداری DNA به حساب می آید. نقش اساسی این پروتئین را می‌توان در نوترکیبی همولوگ به‌خوبی مشاهده کرد. در اکثر ارگانیسم‌های از نوع یوکاریوتیک، پروتئینی که وظیفه ای مشابه را بر عهده دارد، پروتئین Rad51 است.

## نقش RecA در نوترکیبی همولوگ
ارتباط این پروتئین با DNA در نوترکیبی همولوگ بسیار مهم است. پروتئین RecA پیوندی قوی و طولانی را با ssDNA برقرار می‌کند تا یک رشته یا فیلامنت نوکلئو-پروتئینی را ایجاد کند. این پروتئین دارای مکان‌های پیوند برای بیش از یک رشته DNA می‌باشد، بنابراین می‌تواند همزمان یک رشته مارپیچ-دوگانه و تک-رشته DNA را به‌طور همزمان در کنار هم داشته باشد. در نوترکیبی همولوگ، این پروتئین تبادل رشته برای مارپیچ-دوگانه نوترکیبی را آغاز می‌کند.